# Marsarchaeales
Marsarchaeales o Marsarchaeota es un orden de arqueas aeróbicas termófilas abundante en alfombras microbianas geotérmicas de óxido de hierro. Se encontró en el parque nacional de Yellowstone en ambientes ácidos a temperaturas de 50 a 80 °C. Son quimioorganótrofos aeróbicos facultativos que también pueden realizar la reducción de Fe (III).